# Pilleneingeber

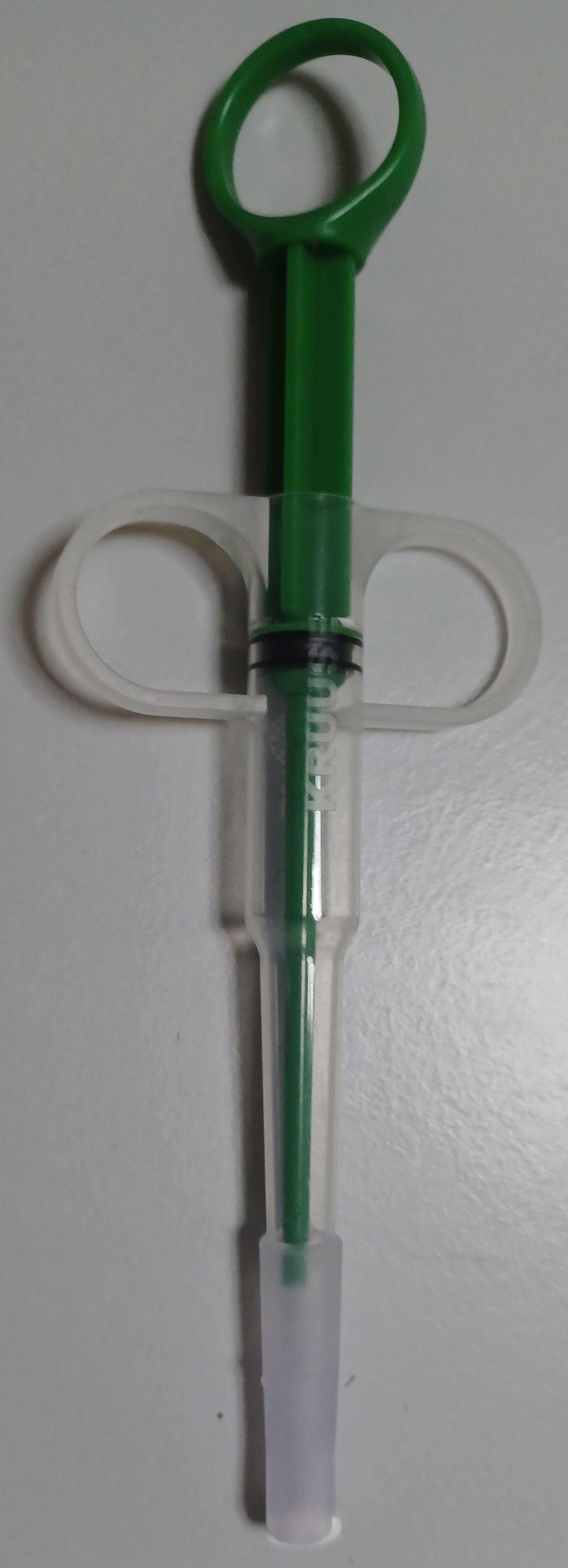
Pilleneingeber für Kleintiere

Pilleneingeber sind ein tiermedizinisches Hilfsmittel zur Verabreichung von Pillen, Tabletten oder Dragées. Sie bestehen aus einem Griff, einem Stab und einer Haltevorrichtung am vorderen Ende. Sie erleichtern das Eingeben von festen Arzneiformen und werden sowohl in der Großtierpraxis als auch in der Kleintierpraxis eingesetzt. Pilleneingeber ermöglichen es häufig, auch bei unkooperativen Patienten das Medikament tief in den Rachen zu platzieren, und schützen dabei vor Bissverletzungen.